# 細萱氏
細萱氏（ほそがやうじ）は、日本の豪族。信濃国安曇郡を拠点として活動した土豪である。

## 出自
細萱氏は、上古の時代に信濃国開発に携わった大伴氏の後裔を称して、矢原御厨付近や猪鹿牧の開発領主および穂高神社の神職などを務め、安曇郡南部の穂高・成相（豊科）地方（長野県安曇野市）の勢族として栄えた。
詳細は不明だが、犬甘氏や矢口氏らと同族であると思われ、古くより安曇に土着していたのは確かである。また、佐久郡の望月牧などをはじめとして、大伴氏が私牧として所有し軍馬を育成していた土地と考えられる猪鹿牧の荘官だったために、大伴一族と関係性が深かったか、大伴氏没落後に空白域となった信濃へと入植した朝廷官人の子孫であるとも考えられる。
伊勢神宮の御厨領（穂高地域）の領主でもあったため、朝廷との関係が深い氏族であったとも思われる。

## 概要
細萱氏の発祥時期は不明だが、鎌倉時代には南安曇地方に土着していたとされる。しかし、鎌倉期や南北朝期において、目立った動きは確認できず、地方領主として勢力を拡大していたと思われる。
室町時代、細萱盛知が文明13年（1481年）2月3日の穂高神社遷宮祭に名を連ねており、同社の大旦那の地位を保っている。その後、穂高地方には仁科氏やその庶流である古厩氏、堀金氏が進出し、仁科方の勢力が増大化するにつれ、細萱一族も仁科家臣団として組み込まれていった（詳細な時期は不明である）。
戦国期、武田家臣団として「仁科衆」に細萱氏がおり、このことから戦国期には武田氏の陪臣となっていることが分かる。
文禄4年（1595年）、細萱長知が古くは仁科一族の崇敬を受けていた覚音寺を再興している。長知は、天正壬午の乱において小笠原貞慶の麾下となっていたようである。
その後、細萱一族は次第に江戸時代の支配体制に組み込まれていき、佐久郡に移って田野口藩士を務めた家系など、氏族は各地へと展開していった。
武蔵の細萱氏
武蔵国花崎城主に、鷲宮神社に拠った細萱光仲がいる。この細萱氏が信濃国の細萱一門と関係があるかは不明である。上杉謙信の小田原侵攻時に光仲は小田原城に出陣しており、花崎城は光仲の子、泰秀が守ったが城は上杉方によって落城した。